# Hansjörg Tauscher
Hansjörg Tauscher (* 15. September 1967 in Oberstdorf) ist ein ehemaliger deutscher Skirennläufer.

## Biografie
Tauscher begann mit zweieinhalb Jahren mit dem Skifahren. Beim FC Oberstdorf spielte er auch Fußball.
In seiner Karriere als Weltcupabfahrtsläufer blieben ihm vordere Plätze bei Weltcup-Rennen weitgehend versagt, seine beste Position war ein dritter Platz. Völlig überraschend gewann er jedoch 1989 den Abfahrtslauf bei den Weltmeisterschaften in Vail. Der Grund lag darin, dass es ihm als einzigem Fahrer gelang, die als Schikane eingebaute, bobbahnähnliche Doppel-S-Kurve, welche auch als „rattle snake alley“ (Klapperschlangengasse) bezeichnet wurde, in optimaler Linie zu durchfahren. Tauscher lag vor diesem Streckenabschnitt zwar recht gut im Rennen, war aber nicht auf Medaillenkurs. Im Gegensatz zu den meisten anderen Fahrern hatte er diese Stelle jedoch nicht unterschätzt, sondern bis ins Detail besichtigt und im Wettbewerb später eine besonders flache Linie gewählt, die ihm Zeit und Tempovorsprung verschaffte. Entscheidenden Anteil an seinem Erfolg wurde auch der Materialauswahl zugesprochen. Diese goldbringende Fahrt Tauschers gilt neben den Erfolgen von Markus Wasmeier als eine der Sternstunden des deutschen Männer-Skisports jener Zeit. Tauscher wurde zum Zeitpunkt seines WM-Titels von Harti Weirather vermarktet.
Heute lebt Tauscher, der auch 1991 im Super-G und 1992 in der Abfahrt Deutscher Meister war und zudem die Bronzemedaille im 1992er Wettbewerb auf der Super-G-Strecke gewann und bei den Olympischen Spielen 1992 einen siebten Platz belegte, als Polizeihauptkommissar in seinem Heimatort Oberstdorf und ist Vater von zwei Kindern.
Für seine sportlichen Leistungen wurde er 1989 mit dem Silbernen Lorbeerblatt ausgezeichnet.